# Roberto Piccoli
Roberto Piccoli (Bergamo, 27 januari 2001) is een Italiaans voetballer die anno 2024 onder contract staat bij Atalanta Bergamo. Piccoli is een aanvaller.

## Carrière
Piccoli is een jeugdproduct van Atalanta Bergamo. Op 15 april 2019 maakte hij zijn officiële debuut in het eerste elftal van de club: in de competitiewedstrijd tegen  Empoli FC (0-0) viel hij in de 88e minuut in voor Papu Gómez. Twee speeldagen later viel hij tegen Udinese Calcio (2-0-winst) tijdens de rust in voor Gianluca Mancini. In het seizoen daarop, het seizoen 2019/20, mocht hij slechts in één officiële wedstrijd aantreden: in de competitiewedstrijd tegen Brescia Calcio (6-2-winst) viel hij in de 74e minuut in voor Ruslan Malinovski. Onsuccesvol was het seizoen 2019/20 echter helemaal niet, want in de UEFA Youth League kroonde hij zich samen met Gonçalo Ramos (SL Benfica) tot topschutter van het toernooi. Als nuancering dient hierbij te worden opgemerkt dat Ramos met Benfica de finale haalde, terwijl Piccoli reeds in de achtste finale werd uitgeschakeld met Atalanta Bergamo.
In september 2020 werd Piccoli voor een seizoen uitgeleend aan Spezia, dat net naar de Serie A was gepromoveerd. Hierna volgden huurperiodes aan achtereenvolgens Genoa, Hellas Verona, Empoli,  Lecce en Cagliari.

## Clubstatistieken
| Seizoen         | Club             | Land            | Competitie      | Competitie | Competitie | Beker | Beker | Supercup | Supercup | Europees | Europees | Totaal | Totaal |
| Seizoen         | Club             | Land            | Competitie      | Wed.       | Dlp.       | Wed.  | Dlp.  | Wed.     | Dlp.     | Wed.     | Dlp.     | Wed.   | Dlp.   |
| --------------- | ---------------- | --------------- | --------------- | ---------- | ---------- | ----- | ----- | -------- | -------- | -------- | -------- | ------ | ------ |
| 2018/19         | Atalanta Bergamo | Vlag van Italië | Serie A         | 2          | 0          | 0     | 0     | —        | —        | 0        | 0        | 2      | 0      |
| 2019/20         | Atalanta Bergamo | Vlag van Italië | Serie A         | 1          | 0          | 0     | 0     | —        | —        | 0        | 0        | 1      | 0      |
| 2020/21         | → Speza Calcio   | Vlag van Italië | Serie A         | 20         | 5          | 3     | 1     | —        | —        | —        | —        | 23     | 6      |
| 2021/22         | Atalanta Bergamo | Vlag van Italië | Serie A         | 12         | 1          | 0     | 0     | —        | —        | 0        | 0        | 12     | 1      |
| 2021/22         | → Genoa CFC      | Vlag van Italië | Serie A         | 5          | 0          | 0     | 0     | —        | —        | —        | —        | 5      | 0      |
| 2022/23         | → Hellas Verona  | Vlag van Italië | Serie A         | 7          | 0          | 1     | 0     | —        | —        | —        | —        | 8      | 0      |
| 2022/23         | → Empoli FC      | Vlag van Italië | Serie A         | 13         | 2          | 0     | 0     | —        | —        | —        | —        | 13     | 2      |
| 2023/24         | → Empoli FC      | Vlag van Italië | Serie A         | 2          | 0          | 1     | 0     | —        | —        | —        | —        | 3      | 0      |
| 2023/24         | → US Lecce       | Vlag van Italië | Serie A         | 26         | 4          | 1     | 1     | —        | —        | —        | —        | 27     | 5      |
| Carrière totaal | Carrière totaal  | Carrière totaal | Carrière totaal | 88         | 12         | 6     | 2     | 0        | 0        | 0        | 0        | 94     | 14     |

Bijgewerkt op 12 maart 2024.

## Interlandcarrière
Piccoli speelde voor verschillende Italiaanse jeugdelftallen. Met Italië –19 nam hij in 2019 deel aan het EK onder 19 in Armenië. Piccoli kreeg een basisplaats in de eerste groepswedstrijd tegen Portugal (0-3-nederlaag) en mocht invallen in de derde groepswedstrijd tegen Spanje (2-1-nederlaag). Italië sneuvelde in Armenië in de groepsfase.
1 Ciocci ·
3 Augello ·
6 Luperto ·
8 Adopo ·
9 Lapadula ·
10 Viola ·
14 Deiola ·
16 Prati ·
18 Marin ·
19 Zortea ·
21 Jankto ·
22 Scuffet ·
23 Wieteska ·
24 Palomino ·
26 Mina ·
28 Zappa ·
29 Makoumbou ·
30 Pavoletti  ·
33 Obert ·
37 Azzi ·
70 Gaetano ·
71 Sherri ·
77 Luvumbo ·
80 Mutandwa ·
91 Piccoli ·
97 Felici ·
Coach: Nicola